# Výmarská ústava

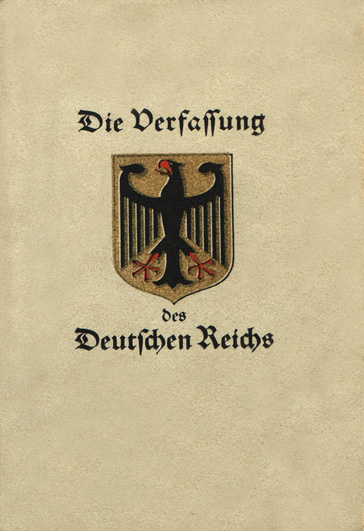
Výmarská ústava

Ústava Německé říše, (německy Die Verfassung des Deutschen Reichs) známá spíše pod označením Výmarská ústava, (německy Weimarer Verfassung) byla oficiální ústava Německé říše v období demokratické Výmarské republiky v letech 1919 až 1933. Formálně zůstala v platnosti i nadále v období Třetí říše, a to až do přijetí Základního zákona Spolkové republiky Německo v roce 1949. Výmarská ústava ustanovila Německou říši demokratickou parlamentní republikou s parlamentem, jenž byl volen poměrným zastoupením. Podle nově přijatého všeobecného volebního práva se mohli voleb účastnit občané starší 20 let.
Oficiální název ústavy zůstal shodný s názvem ústavy, jež byla v Německém císařství platná v letech 1871 až 1919. Stát na území německých zemí nesl název Německá říše od roku 1871 až do přijetí Základního zákona v roce 1949.[zdroj⁠?!]

## Vznik ústavy
Po konci první světové války se sešlo 6. února 1919 ústavodárné národní shromáždění v durynském městě Výmar, kde mělo sepsat novou ústavu Německé říše po spolkových volbách z 19. ledna 1919. Ačkoliv název Německá říše zůstal ponechán, stal se stát demokratickou parlamentní spolkovou republikou, v jejímž čele stál prezident a parlament.
Znění ústavy bylo navrženo právníkem, profesorem a levicovým liberálním politikem Hugo Preußem, který byl později známý jako říšský ministr vnitra. Preuß se stal kritikem rozhodnutí Trojdohody, které zakazovalo Německu připojit ke svému území Německé Rakousko po pádu Rakouska-Uherska.
Při sepisování ústavy došlo k neshodám v otázkách národní vlajky, náboženské výchovy mládeže nebo práv jednotlivých spolkových zemí. Tyto spory byly do srpna 1919 sice vyřešeny, avšak při hlasování o přijetí ústavy se 67 delegátů zdrželo. Friedrich Ebert, první německý prezident, podepsal ústavu 11. srpna 1919 v durynském Schwarzburgu, čímž vešla Výmarská ústava v platnost. Po přijetí ústavy byly v Německu uspořádány v roce 1920 volby.

## Nedostatky
Historik William L. Shirer ve své knize Vzestup a pád Třetí říše o Výmarské ústavě prohlásil, že se jedná o jeden z nejliberálnějších a nejdemokratičtějších dokumentů svého druhu, který se už ve 20. století neobjevil. Podle jeho slov se jedná o soubor důmyslných a obdivuhodných částí, který měl zajistit bezproblémové fungování demokratické společnosti, avšak i přesto měla Výmarská ústava vážné problémy.
Jedním z nedostatků bylo použití poměrného volebního systému ve volbách. Ačkoliv měl tento systém zabránit plýtvání volebních hlasů ve volbách, vedlo to ke vzniku nových politických uskupení, která se oddělila od stávajících politických stan. Některá tato uskupení se stala ideologicky krajně orientovaná. To vedlo k problémům s udržením fungující parlamentní většiny a také k časté změně politických stran ve vládě. Podle Shirera se v roce 1930 účastnilo celostátních spolkových voleb 28 politických stran. Historik Otto Friedrich uvádí zastoupení 40 politických stan v Říšském sněmu v roce 1933. Vzhledem k tomu, že v Říšském sněmu nebyla ustanovena hranice počtu zastoupených politických stran a uskupení, vedlo to ke vzniku a rozvoji extremistických politických stran. K obsazení místa v Říšském sněmu pak stačilo získat ve volbách pouze 0,4 % odevzdaných hlasů. Ve spolkových volbách roku 1924 tak například Bavorská rolnická liga získala pouhých 0,7 % hlasů a obsadila v Říšském sněmu tři místa.
Jako další problém ústavy se jevily velké pravomoce prezidenta republiky, který mohl kdykoliv odvolat kancléře, a to i tehdy, pokud si kancléř udržel důvěru v Říšském sněmu. Naopak mohl také prezident jmenovat nového kancléře bez ohledu na to, zda získal důvěru sněmu. Struktura vlády pak kombinovala prvky prezidentské a parlamentní republiky. Prezident, který tak nahradil ve funkci císaře, tak byl v některých ohledech označován doslova jako „náhradní císař“ (Ersatz-Kaiser), a to především proto, že mohl vykonávat některé z pravomocí císaře. Problematickým se rovněž stal nechvalně proslulý článek 48, jenž dával prezidentovi rozsáhlé pravomoce v omezení občanských práv nebo mu umožnil zasáhnout do záležitostí jednotlivých spolkových zemí. To vše později dalo příležitost Adolfu Hitlerovi, který se chopil moci poté, co se stal kancléřem.